# Михайлов, Юрий Тихонович
Ю́рий Ти́хонович Ми́хайлов (род. 20 августа 1953, Козловка) — советский и российский легкоатлет, специалист по бегу на длинные дистанции, кроссу и марафону. Выступал на всесоюзном уровне в 1970-х годах, чемпион СССР, победитель первенств всесоюзного значения, участник чемпионата мира по кроссу в Лимерике. Мастер спорта СССР. Представлял Москву и Московскую область, спортивное общество «Труд». В 1990-х годах выступал на коммерческих шоссейных стартах по всему миру. Тренер по лёгкой атлетике.

## Биография
Юрий Михайлов родился 20 августа 1953 года в городе Козловка Чувашской АССР. Занимался лёгкой атлетикой в Москве и Московской области, выступал за добровольное спортивное общество «Труд».
Впервые заявил о себе на всесоюзном уровне в сезоне 1976 года, когда на Мемориале братьев Знаменских в Сочи в беге на 10 000 метров занял восьмое место.
В 1977 году выиграл бронзовую медаль в дисциплине 14 км на чемпионате СССР по кроссу, прошедшем в рамках финала XVI Всесоюзного кросса на призы газеты «Правда» в Ташкенте.
В 1978 году одержал победу на дистанции 14 км на чемпионате СССР по кроссу в Тирасполе, тогда как на Мемориале Знаменских в Вильнюсе установил личный рекорд в дисциплине 10 000 метров — 28:33.00.
В 1979 году в составе советской сборной стартовал на чемпионате мира по кроссу в Лимерике — занял 35-е место в личном зачёте и тем самым помог соотечественникам стать бронзовыми призёрами мужского командного зачёта. Позднее на соревнованиях в Сочи установил личный рекорд в беге на 5000 метров — 13:40.00.
В 1983 году выиграл серебряную медаль в дисциплине 12 км на чемпионате СССР по кроссу, прошедшем в рамках финала XXII Всесоюзного кросса на призы газеты «Правда» в Таллине.
После распада Советского Союза в 1991 году Михайлов возобновил спортивную карьеру и стал выступать на различных коммерческих стартах по всему миру, в том числе на марафонах и полумарафонах.
В 1992 году с личным рекордом 1:04:50 занял 15-е место на Берлинском полумарафоне, финишировал восьмым на Энсхедском марафоне, так же установив личный рекорд — 2:19:27.
В 1993 году был восьмым на Севильском марафоне.
В 1994 году показал 18-й результат на Хьюстонском марафоне и 19-й результат на марафоне Twin Cities в Сент-Поле.
В 1995 году стал 13-м на марафоне в Орландо, вторым на Валенсийском марафоне, 23-м на Бостонском марафоне, закрыл двадцатку сильнейших Питтсбургского марафона и десятку сильнейших марафона Twin Cities.
В 1996 году бежал марафон в Валенсии, занял 32-е место в Бостоне, девятое в Питтсбурге, десятое на Twin Cities, 24-е на Чикагском марафоне, шестое на Мемфисском марафоне, восьмое на марафоне в Хантсвилле.
В 1997 году показал восьмой результат на Хьюстонском марафоне, 21-й результат на Питтсбургском марафоне, 29-й результат на Чикагском марафоне, 4-й результат в Мемфисе и 12-й в Хантсвилле.
В 1998 году был 17-м на Хьюстонском марафоне, 20-м на полумарафоне в Остине.
В 1999 году на марафона в Мемфисе и Хантсвилле финишировал шестым и девятым соответственно.
Последний раз стал призёром на крупных шоссейных соревнованиях в сезоне 2000 года, когда занял 14-е место на марафоне в итальянском городе Комо.
Впоследствии постоянно проживал в Москве, работал тренером в московском коммерческом легкоатлетическом клубе.